# Иванчин, Артём Владимирович
Артём Владимирович Иванчин (род. 24 ноября 1978, Нефтеюганск, Тюменская область) — российский юрист и управленец, доктор юридических наук (2015), профессор, ректор Ярославского государственного университета (с 2022).

## Биография
Родился 24 ноября 1978 года в городе Нефтеюганск, Тюменская область.
В 2000 году окончил юридический факультет Ярославского государственного университета (ЯрГУ). Обучался в аспирантуре ЮрГУ по специальности уголовно-правовых наук. В 2003 году под руководством Л. Л. Кругликова защитил диссертацию «Уголовно-правовые конструкции и их роль в построении уголовного законодательства» и получил учёную степень кандидата юридических наук.
В 1999 году работал юристом в избирательном штабе Владимира Путина. В 2024 году являлся его доверенным лицом на выборах президента.
С 2000 года работает в ЯрГУ на кафедре уголовного права и криминологии: являлся ассистентом, старшим преподавателем, с 2006 года — доцентом, с 2015 года — профессором, с 2019 года — заведующим кафедрой.
В 2006 года сдал экзамен на статус адвоката. В 2006—2023 годах занимался адвокатской практикой.
В 2015 году защитил диссертацию «Концептуальные основы конструирования состава преступления» и получил учёную степень доктора юридических наук.
В 2020 году был избран деканом юридического факультета ЯрГУ. С октября 2022 года являлся и. о. ректора. В июне 2023 года был избран ректором ЯрГУ.

## Научная деятельность
Внес существенный вклад в развитие науки уголовного права, является автором и соавтором более 260 научных и учебно-методических публикаций, в том числе 10 монографий и 16 учебников и учебных пособий, 7 комментариев к Уголовному кодексу РФ. Область научной деятельности — уголовное и смежное отрасли права.
Входит в диссертационный совет Самарского национального исследовательского университета и Экспертно-консультативный совет при Комитете Совета Федерации по конституционному законодательству и государственному строительству.

## Общественная деятельность
С 2018 г. по настоящее время является председателем Ярославского регионального отделения Общероссийской общественной организации «Ассоциация юристов России». 
С 2019 г. входит в состав Общественного совета при Управлении Министерства внутренних дел России по Ярославской области. 
Соучредитель и член Ярославского областного отделения Общероссийского общественного движения «Народный фронт» (с 2013 г.). 
Председатель комиссии Общественной палаты Ярославской области по защите прав граждан. 
С 2021 г. руководитель Штаба общественного наблюдения за выборами в Ярославской области.
С 2024 г. председатель Общественного совета при Следственном управлении Следственного комитета РФ по Ярославской области.

## Награды
- Лучший молодой учёный Ярославской области (2014) в номинации «Гуманитарные науки»[1].
- Региональный конкурс «Юрист года» (2015) признан победителем в номинации «Юридическая наука и образование»[1].
- Медаль «За заслуги в защите прав и свобод граждан» II степени[1].
- Почетная грамота Министерства науки и высшего образования Российской Федерации (2022).

- Медаль Центральной избирательной комиссии Российской Федерации «За содействие в организации выборов» (2022).

- Всероссийская премия «Юрист года» (2023) в номинации «Юридическое образование и воспитание».[6]
- Золотая медаль Ярославской Епархии «За усердные труды на благо Святой Церкви на Ярославской земле» (2023).

- Нагрудный знак «Народный фронт. Все для Победы» Общероссийского народного фронта (2024).

- Благодарность Президента Российской Федерации (2024).